# Thure de Thulstrup
Bror Thure de Thulstrup, född den 5 april 1848 i Stockholm, död den 9 juni 1930 i New York, var en svensk-amerikansk militär, målare och tecknare. 

## Biografi
Thulstrup utexaminerades 1865 från Krigsskolan på Karlberg och blev samma år underlöjtnant vid Svea artilleriregemente, varifrån han begärde avsked 1869 för att istället ta anställning i franska Främlingslegionen. Han tjänstgjorde först i Algeriet och avancerade under fransk-tyska kriget till kapten 1871 samt deltog i striderna mot Pariskommunen. I Paris fick han möjlighet att studera teckning med inriktning på topografi och som topograf flyttade han till Kanada 1872 och anställdes 1873 av en förlagsfirma i Boston för att medverka i arbetet med en atlas. Det var under arbetet med kartverket hans intresse för konstnärlig återgivning väcktes och han flyttade till New York 1874 där han var anställd som tecknare vid Daily Graphic 1874–1876 och vid Frank Leslies Illustrated Newspaper 1876–1880. Därefter knöts han som reportagtecknare vid Harpers Weekly som 1888 sände honom till Ryssland för att skildra den tyska kejsarens officiella besök i S:t Petersburg. Han stannade i Ryssland till 1889 och gjorde långa resor i landet där han skildrade kosackernas liv och marknaden i Moskva. Efter återkomsten till New York blev han frilanstecknare och bokillustratör där han bland annat illustrerade Arthur Conan Doyles The Refugees 1893 och  Francis Parkmans samlade verk The Champlain Edition samt en stor del illustrationerna till Armies of Today 1893. 
Som målare var han helt autodidakt och han blev berömd för sina bataljmålningar från det nordamerikanska inbördeskriget som byggde på intervjuer med personer som deltog och sina egna erfarenheter från fransk-tyska kriget. Många av sina fredliga motiv hämtade han från den amerikanska södern och noblessens liv på Fifth Avenue i New York och i viss mån porträttmåleri. Thulstrup är representerad vid bland annat kapitalet i Atlanta, Soldier and Soldier's Memorial hall i Pittsburgh, Delaware Art Museum, Library of Congress, Morris Museum of Art , Smithsonian American Art Museum och Cobildmuseet i New Orlans.
Thure de Thulstrup var son till statsrådet Magnus Thulstrup och Hedvig Kristina Akrell och från 1879 gift med Lucie Jolly Bovoillot samt bror till Carl Ludvig Henning Thulstrup.

## Verk i urval

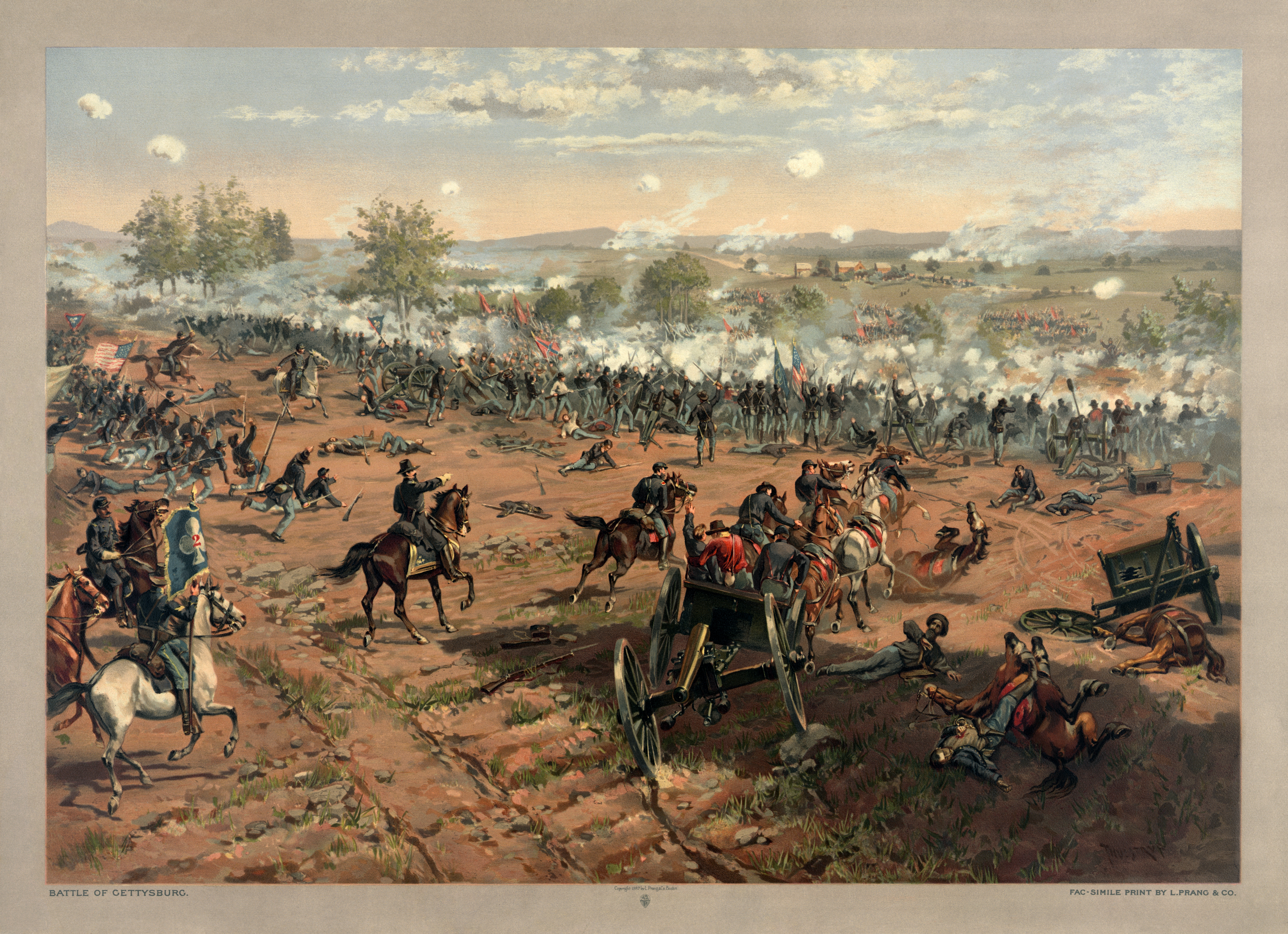
Battle of Gettysburg (1887)
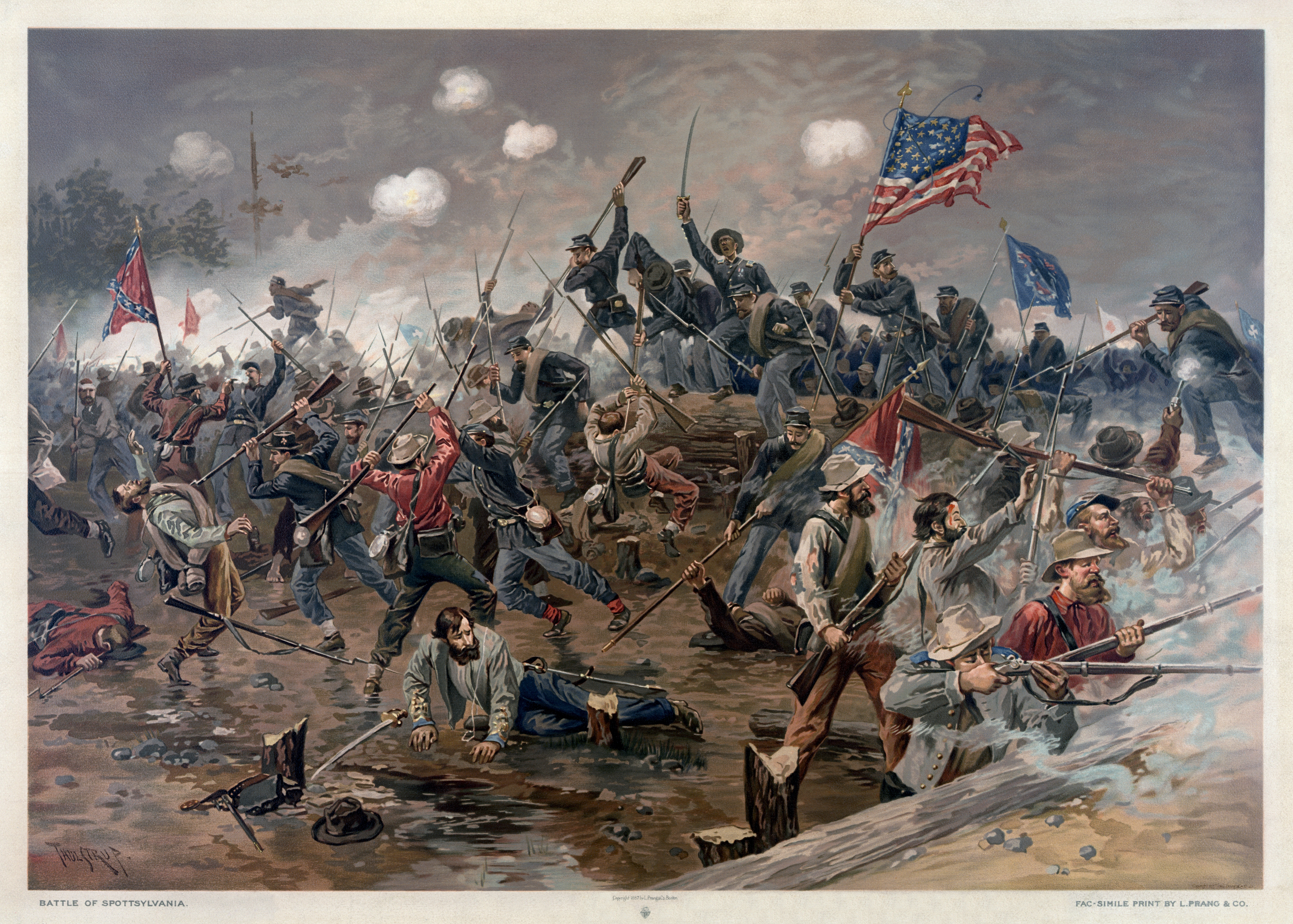
Battle of Spottsylvania (1887)
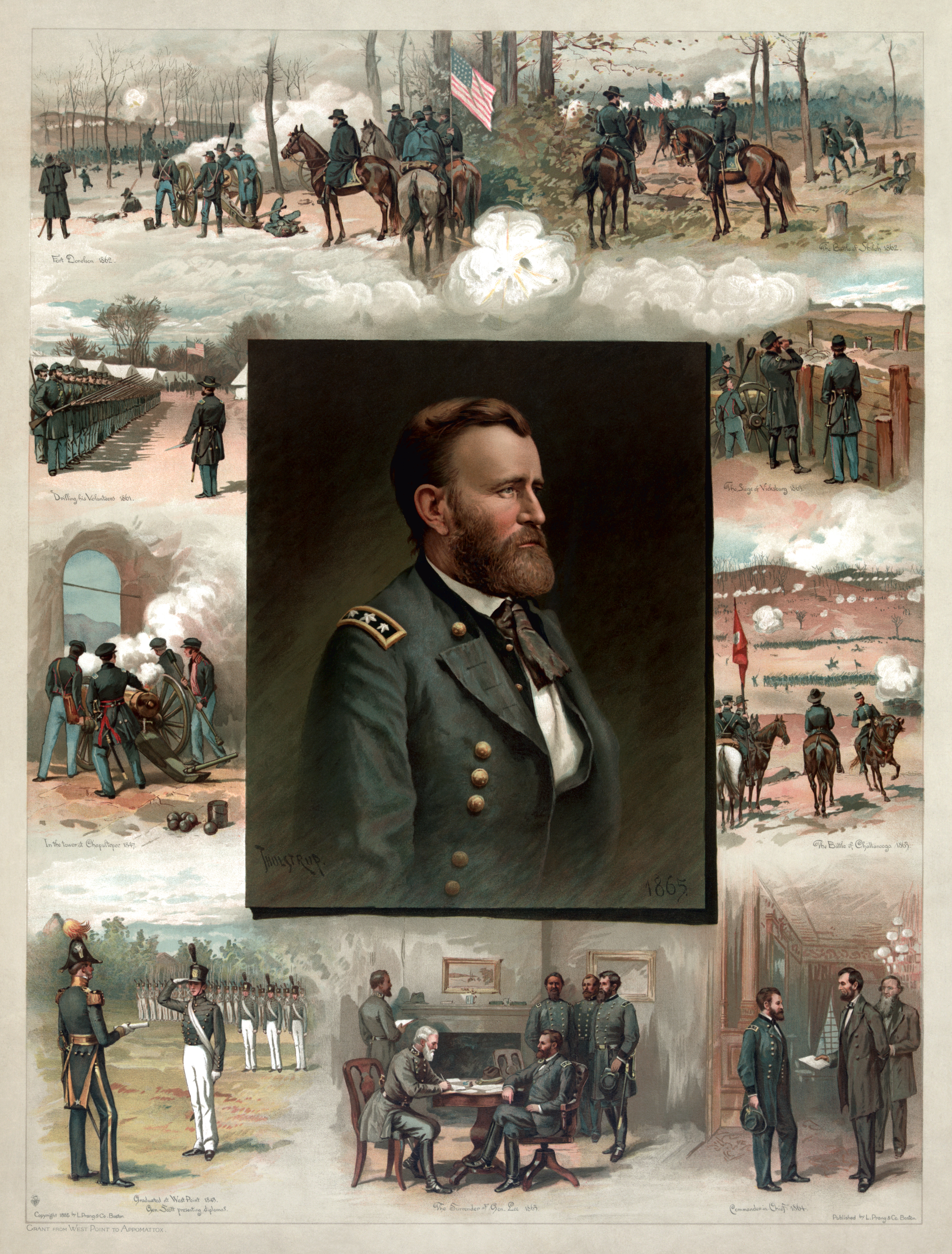
Ulysses S. Grant from West Point to Appomattox (1885)